# رئيس فيتنام
رئيس جمهورية فيتنام الاشتراكية (بالفيتنامية: Chủ tịch nước Cộng hòa xã hội chủ nghĩa Việt Nam)‏ هو رأس دولة فيتنام، وتنتخبه الجمعية الوطنية لفيتنام من بين ممثلي الجمعية الوطنية. نظرًا لأن فيتنام دولة ذات حزب واحد، فإن الرئيس يُعتبر، على نحو عام، ثاني أعلى منصب في النظام السياسي، بعد الأمين العام للحزب الشيوعي الفيتنامي. إلى جانب ذلك، يعين الرئيس منصب رئيس الحكومة، أي رئيس الوزراء. يمثل الرئيس، بصفته رئيسًا للدولة، فيتنام على الصعيدين المحلي والدولي، ويحافظ على سير وتنسيق عمل الحكومة الوطنية واستقرارها، ويضمن استقلال البلد وسلامة أراضيه.
يجب أن يكون الرئيس عضوًا في الجمعية الوطنية، وعادة ما يكون عضوًا في اللجنة المركزية للحزب الشيوعي. تقوم اللجنة المركزية للحزب الشيوعي بتقديم المرشحين للجنة الدائمة للجمعية الوطنية، ثم تقوم اللجنة الدائمة للجمعية الوطنية، بموافقة جميع أعضاء الجمعية الوطنية، بإقرار ترشحهم للانتخابات الرسمية.
يعين الرئيس كل من نائب الرئيس، ورئيس الوزراء، والوزراء وغيرهم من المسؤولين بموافقة الجمعية الوطنية. علاوة على ذلك، فإن الرئيس هو القائد الأعلى للقوات المسلحة الشعبية الفيتنامية، ورئيس مجلس الدفاع والأمن. إلى جانب ذلك، يُعد الرئيس هو عضو المكتب السياسي للجنة المركزية، والعضو الدائم للجنة العسكرية المركزية، للحزب الشيوعي الفيتنامي، والعضو الدائم للجنة المركزية لجهاز الشرطة. منذ سبتمبر 2011، يتولى الرئيس أيضًا رئاسة اللجنة التوجيهية المركزية لإصلاح القضاء. مدة ولاية الرئيس هي خمس سنوات، ولا يمكن للرئيس شغل منصبه لمدة تزيد عن ثلاث ولايات. إذا أصبح الرئيس غير قادر على الاضطلاع بواجباته، يتولى نائب الرئيس منصب الرئيس بالنيابة عنه إلى أن يستأنف الرئيس مهامه، أو حتى انتخاب رئيس جديد.
اختلفت سلطات منصب الرئيس ونفوذه على مر السنين. على سبيل المثال، في حين كان الرئيس الأول، هو تشي منه، رئيسًا للحزب الشيوعي أيضًا، ما جعله (بهذه الصفة) العضو الأول في المكتب السياسي، وأعلى هيئة لصنع القرار في فيتنام، عمل خلفه، تون دوك تانغ، كشخصية رمزية إلى جانب الأمين العام لو دوان. منذ تولي ترونج شينه منصب الرئاسة، كان الرئيس هو العضو الأول (كان في بعض الأحيان رئيسًا للحزب أيضًا) أو الثاني، حسب ترتيب أسبقية المكتب السياسي للحزب الشيوعي، باستثناء الرئيس نغوين مينه تريت، الذي كان العضو الرابع للمكتب، والرئيس فو تشي كونغ، الذي كان العضو الثالث.
الرئيس الحالي هو نغوين فو ترونغ، وقد انتخبته الجمعية الوطنية في أكتوبر 2018 بعد وفاة الرئيس السابق تران داي كوانغ أثناء رئاسته للمنصب. يُعد ترونغ ثالث شخص يتولى، في الوقت نفسه، رئاسة الحزب والدولة، في حين كان الشخصان الآخران هما هو تشي منه وترونج شينه.

## نبذة تاريخية
عينت الجمعية الوطنية السيد هو تشي منه أول رئيس لفيتنام في عام 1946. نص دستور 1946 و1959 على أن الجمعية الوطنية لها سلطة تعيين الرئيس وإقالته. مثّل الرئيس دولة فيتنام داخليًا وخارجيًا. لم يطرأ تغيير على صلاحيات الرئيس ومسؤولياته في دستور عام 1959. أحدث دستور عام 1980 تغييرًا جذريًا في منصب رئيس الدولة. أُلغي منصب الرئيس واستُبدل بمنصب رئيس مجلس الدولة. صيغت رئاسة مجلس الدولة على غرار منصب رئيس هيئة رئاسة مجلس السوفييت الأعلى. كان مجلس الدولة، كما هو الحال مع مجلس الوزراء، هيئة جماعية لصنع القرار. كان كل من مجلس الدولة ومجلس الوزراء جزءًا من السلطة التنفيذية، وقد أضعف تعزيز هذه المؤسسات دور السلطة التشريعية. انتُزعت واجبات مجلس الدولة وسلطاته ومسؤولياته من اللجنة الدائمة للجمعية الوطنية، التي فقدت معظم صلاحياتها ونفوذها في دستور عام 1980.
كانت الجمعية الوطنية تنتخب أعضاء مجلس الدولة المكون من رئيس ونائب رئيس وأمين عام وأعضاء آخرين. لم يكن يجوز لأعضاء مجلس الدولة أن يكونوا، في الوقت نفسه، أعضاء في مجلس الوزراء. كان رئيس مجلس الدولة، في الوقت نفسه، رئيسًا لمجلس الدفاع الوطني (الذي أصبح في ما بعد مجلس الدفاع والأمن الوطني) والقائد الأعلى للقوات المسلحة الشعبية الفيتنامية. أشرف مجلس الدولة على أعمال مؤسسات أخرى، أبرزها مجلس الوزراء، والهيئة الشعبية العليا للرقابة، ومجالس الشعب بكاقة مستوياتها. ترأس مجلس الدولة أيضًا انتخابات الجمعية الوطنية. ألغي دستور عام 1992 منصب رئيس مجلس الدولة، ومنصب قائد الدولة، واستبدله بمنصب الرئيس.
لم تكن أهمية منصب الرئيس ثابتة طوال تاريخ فيتنام. على سبيل المثال، كان هو تشي منه العضو الأول في المكتب السياسي، وأعلى هيئة لصنع القرار في فيتنام، في حين كان خلفه، تون دوك تانغ شخصية رمزية بسلطات ضئيلة. تعزز منصب رئيس الدولة في دستور عام 1980 بتعيين ترونج شينه، الذي كان، حسب ترتيب الأسبقية، ثاني أرفع عضو في المكتب السياسي، بعد لي دوان. احتفظ منصب الرئيس بثاني أعلى مرتبة في ترتيب الأسبقية للمكتب السياسي حتى تعيين نغوين مينه تريت في عام 2006، إذ احتل المرتبة الرابعة في التسلسل الهرمي للمكتب السياسي. انتخب المكتب السياسي للحزب في أعقاب المؤتمر الوطني الحادي عشر للحزب الشيوعي الفيتنامي (الذي عُقد في يناير 2011) بموافقة اللجنة المركزية، الرئيس الحالي، ترونغ تان سانغ، وهو العضو الأول في المكتب السياسي. كانت هذه هي المرة الأولى في تاريخ فيتنام حيث لا يشغل أعلى عضو في المكتب السياسي منصب الأمين العام أو رئيس الحزب (كان ذلك قائمًا منذ عام 1951 إلى عام 1969). نظرًا لأن ترونغ تان سانغ هو العضو الأول للمكتب السياسي، فهو يُعتبر رئيسه غير الرسمي. تُعقد اجتماعات المكتب السياسي بانتظام، وتُتخذ القرارات داخل المكتب عبر موافقة جماعية، ولا تُسن السياسات إلا إذا أيدتها أغلبية أعضاء المكتب.